# Beiträge zur Geschichte der Staatlichen Akademie der Bildenden Künste Stuttgart
Die Beiträge zur Geschichte der Staatlichen Akademie der Bildenden Künste Stuttgart waren eine Buchreihe der Staatlichen Akademie der bildenden Künste Stuttgart, die im Jahre 1975 von Wolfgang Kermer gegründet und bis zu ihrer Einstellung im Jahre 2004 redaktionell betreut und herausgegeben wurde. Mit dieser Schriftenreihe und den Akademie-Mitteilungen gemeinsam entwickelten sich zwei Publikationsorgane der Akademie „zu einem Spiegel des zeitgenössischen und historischen Kunstgeschehens im Lande.“
Ziel der Reihe sollte sein, wie der Herausgeber im Vorwort zum ersten Band bemerkte, neben der Institutsgeschichte „auch das Feld der Kunsttheorie und Kunstpädagogik, kurzum die Lehren der Lehrer“ einzubeziehen, denn nur so sei zu verdeutlichen, „wieweit die frühere Akademie und Kunstgewerbeschule und ihre Nachfolge-Institution, die von Theodor Heuss nach 1945 mit der Aufgabe der Neugestaltung betraute ‚Staatliche Akademie der Bildenden Künste Stuttgart‘, als Organismen vielfältiger und überregional ausstrahlender Kräfte anzusehen sind.“
In unregelmäßiger Folge erschienen insgesamt 12 Bände, deren durchgängiges, schnörkellos konzipiertes, allein in der Farbgebung der Einbände variierendes visuelles Erscheinungsbild von Manfred Kröplien, Leiter des Instituts für Buchgestaltung an der Akademie, unter Mitarbeit von Horst Wöhrle gestaltet wurde. Ergänzend bestand von 1996 bis 2006 eine WerkstattReihe.

## Erschienene Bände
- Karin von Maur: Oskar Schlemmer und die Stuttgarter Avantgarde 1919. Mit einem Vorwort des Herausgebers. Stuttgart: Staatliche Akademie der Bildenden Künste Stuttgart, Institut für Buchgestaltung, 1975 (= Beiträge zur Geschichte der Staatlichen Akademie der Bildenden Künste Stuttgart, hrsg. von Wolfgang Kermer; 1), 30 S., 9 Abb., davon 6 farbig.[3][4]
- Johannes Zahlten: „Die Kunstanstalten zur Staats- und Nationalsache gemacht …“: die Stuttgarter Kunstakademie in der ersten Hälfte des 19. Jahrhunderts. Stuttgart: Staatliche Akademie der Bildenden Künste Stuttgart, 1980 (= Beiträge zur Geschichte der Staatlichen Akademie der Bildenden Künste Stuttgart, hrsg. von Wolfgang Kermer; 2), 31 S., 7 Abb.
- Horst Bachmayer, Klaus Lehmann, Otto Sudrow: Das Typische als Gestaltungsziel: der Lehrer und Produktgestalter Hans Warnecke. Stuttgart: Staatliche Akademie der Bildenden Künste Stuttgart, 1980 (= Beiträge zur Geschichte der Staatlichen Akademie der Bildenden Künste Stuttgart, hrsg. von Wolfgang Kermer; 3), 52 S., 86 Abb.[5]
- Hans Klaiber: Bernhard Pankok: Ein Lebensbild. Mit einer Vorbemerkung von Wolfgang Kermer. Stuttgart: Staatliche Akademie der Bildenden Künste Stuttgart, 1981 (= Beiträge zur Geschichte der Staatlichen Akademie der Bildenden Künste Stuttgart, hrsg. von Wolfgang Kermer; 4), 39 S., 1 Abb.
- Johannes Zahlten: Urbanstraße 37 / 39: Kgl. Kunstschule / Akademie der bildenden Künste: die Geschichte eines Provisoriums. Stuttgart: Staatliche Akademie der Bildenden Künste Stuttgart, 1986 (= Beiträge zur Geschichte der Staatlichen Akademie der Bildenden Künste Stuttgart, hrsg. von Wolfgang Kermer; 5), 31 S., 9 Abb.[6]
- Werner P. Heyd: Gottfried Graf und die „entartete Kunst“ in Stuttgart. Mit einer Vorbemerkung von Wolfgang Kermer. Stuttgart: Staatliche Akademie der Bildenden Künste Stuttgart, 1987 (= Beiträge zur Geschichte der Staatlichen Akademie der Bildenden Künste Stuttgart, hrsg. von Wolfgang Kermer; 6), 114 S., 34 Abb., davon 4 farbig.[7][8]
- Wolfgang Kermer: Der schöpferische Winkel: Willi Baumeisters pädagogische Tätigkeit. Edition Cantz, Ostfildern-Ruit 1992 (= Beiträge zur Geschichte der Staatlichen Akademie der Bildenden Künste Stuttgart, hrsg. von Wolfgang Kermer; 7), 224 S., 52 Abb., davon 18 farbig, ISBN 3-89322-420-3.[9]
- Wolfgang Kermer (Hrsg.): Aus Willi Baumeisters Tagebüchern: Erinnerungen an Otto Meyer-Amden, Adolf Hölzel, Paul Klee, Karl Konrad Düssel und Oskar Schlemmer; mit ergänzenden Schriften und Briefen von Willi Baumeister. Cantz, Ostfildern-Ruit 1996 (= Beiträge zur Geschichte der Staatlichen Akademie der Bildenden Künste Stuttgart, hrsg. von Wolfgang Kermer; 8), 139 S., 73 Abb., davon 9 farbig, ISBN 3-89322-421-1.[10][11][12]
- Wolfgang Kermer: „1968“ und Akademiereform: von den Studentenunruhen zur Neuorganisation der Stuttgarter Akademie in den siebziger Jahren. Cantz, Ostfildern-Ruit 1998 (= Beiträge zur Geschichte der Staatlichen Akademie der Bildenden Künste Stuttgart, hrsg. von Wolfgang Kermer; 9), 259 S., 102 Abb., ISBN 3-89322-446-7.[13]
- Erwin Hirtenfelder: „Die Koligsche Kunst ist geistiger Bolschewismus“: ein Bildersturm im „Dritten Reich“: die Fresken Anton Koligs und seiner Stuttgarter Akademieklasse im Landhaus zu Klagenfurt. Mit einem Vorwort von Wolfgang Kermer. Cantz, Ostfildern-Ruit 2001 (= Beiträge zur Geschichte der Staatlichen Akademie der Bildenden Künste Stuttgart, hrsg. von Wolfgang Kermer; 10), 199 S., 44 Abb., davon 8 farbig, ISBN 3-7757-9097-7.[14]
- Wolfgang Kermer: Willi Baumeister und die Werkbund-Ausstellung „Die Wohnung“ Stuttgart 1927. Stuttgart: Staatliche Akademie der Bildenden Künste Stuttgart, 2003 (= Staatliche Akademie der Bildenden Künste Stuttgart, hrsg. von Wolfgang Kermer; 11), 232 S., 67 Abb., davon 24 farbig, ISBN 3-931485-55-2.[15]
- Wolfgang Kermer (Hrsg.): Hans Gottfried von Stockhausen – Licht und Raum: Aufsätze, Vorträge, Interviews. Mit einem Vorwort des Herausgebers und einer Laudatio von Johannes Hewel. Stuttgart: Staatliche Akademie der Bildenden Künste Stuttgart, 2004 (= Beiträge zur Geschichte der Staatlichen Akademie der Bildenden Künste Stuttgart, hrsg. von Wolfgang Kermer; 12), 99 S., 12 Abb., ISBN 3-931485-66-8.[16]